# (162000) 1990 OS
(162000) 1990 OS – planetoida z grupy Apolla.

## Odkrycie i nazwa
Planetoida (162000) 1990 OS została odkryta 21 lipca 1990 roku przez amerykańską astronom Eleanor Helin w Obserwatorium Palomar. Nazwa obiektu jest oznaczeniem tymczasowym. 

## Orbita
Orbita (162000) 1990 OS nachylona jest pod kątem 1,09˚ do ekliptyki, a jej mimośród wynosi 0,46. Ciało to krąży w średniej odległości 1,67 j.a. wokół Słońca, na co potrzebuje 2 lat i 64 dni. Peryhelium tego obiektu znajduje się w odległości 0,9 j.a., a aphelium zaś 2,45 j.a. od Słońca.

## Właściwości fizyczne
Rozmiary (162000) 1990 OS szacuje się na ok. 300 m. Absolutna wielkość gwiazdowa tej planetoidy wynosi 19,3m. Na powierzchni dochodzi do dużych różnic temperatur ze względu na zmienną odległość od Słońca.

## Księżyc planetoidy
Podczas obserwacji radarowych tej asteroidy przeprowadzonych za pomocą radioteleskopu w Arcibo w dniach 5 i 6 listopada 2003 roku zidentyfikowano satelitę tego obiektu. Ma on rozmiary ok. 45 m, krąży po orbicie o półosi wielkiej wynoszącej ok. 600 m w czasie 21±3 godzin.